# 당신이 그녀라면
《당신이 그녀라면》(영어: In Her Shoes)는 미국에서 제작된 커티스 핸슨 감독의 2005년 로맨틱 코미디 드라마 영화이다. 캐머런 디애즈, 토니 콜렛 등이 출연하였고, 리사 엘지 등이 제작에 참여하였다.

## 출연진
- 캐머런 디애즈
- 토니 콜렛
- 셜리 매클레인
- 마크 포이어스틴
- 켄 하워드
- 캔디스 어자라
- 프랜신 비어스
- 노먼 로이드
- 제리 애들러
- 브룩 스미스
- 리처드 버기
- 앤슨 마운트
- 에릭 밸포
- 이바나 밀리체비치

## 기타 제작진
- 총괄 제작: 토니 스콧
- 공동 제작: 마리 조 윙클러아이오프레다
- 배역: 데이비드 루빈
- 미술: 댄 데이비스
- 의상: 소피 더래코프